# Amieur
Amieur (în arabă عمير) este o comună din provincia Tlemcen, Algeria.
Populația comunei este de 13.150 de locuitori (2008).